# 셔본역
셔본역 (Sherbourne Station)은 토론토 지하철 2호선 블루어-댄포스의 정차역으로 1966년에 개통한 이 역은 블루어-댄포스선이 처음 개통할 때 동시에 개장하였다. 셔본 스트리트 서쪽, 블루어 스트리트 이스트 남쪽에 위치한 이 역은 세인트제임스타운과 로즈데일 남쪽의 승객들을 실어나른다.

## 역사

### 셔본 스트리트의 역사
셔본 스트리트 (Sherbourne Street)는 1793년에 토론토의 전신이였던 요크가 설립되면서 놓인 도로이다. 요크 동쪽 끝에 팰리스 스트리트 (오늘날의 프론트 스트리트 이스트)에서 듀체스 스트리트 (오늘날의 리치먼드 스트리트 이스트)까지 이어지는 도로는 캐롤린 스트리트 (Caroline Street)라고 불리었다. 여기에 새뮤엘 스미스 리다웃이 부지를 사들였다. 새뮤엘 스미스는 1774년에 영국 도싯에 있는 셔본에서 메릴랜드로 건너온 토마스 리다웃의 아들이다. 켄터키에서 쇼니족에 붙잡힌 토마스는 디트로이트에서 영국에게 풀려났다. 미국 독립 전쟁이 시작할 당시, 그는 왕당파의 딸과 사랑에 빠져 어퍼캐나다로 이주하였다. 그는 1807년에 어퍼캐나다의 국유지 감독관이 되었고 새뮤엘을 포함한 그의 아들들은 어퍼캐나다 사회의 핵심 구성원이 되었다.
새뮤엘은 그의 뿌리를 잃고 싶지 않아했던 바 캐롤린 스트리트의 롯 스트리트 (오늘날의 퀸 스트리트) 북쪽 구간을 부친의 고향 이름을 따서 셔본이라고 지었다. 1837년 어퍼캐나다 반란을 시작으로 1839년, 토론토 진입을 막기 위한 요새 일곱 개가 지어졌다. 그 중 하나는 셔본 요새로, 오늘날의 블루어와 셔본에 지어졌다.
1862년까지만 해도 퀸 남쪽의 캐롤린 스트리트는 계속 존재하였다. 1872년 당시 토론토의 지도를 보면 셔본 스트리트는 기존 캐롤린을 포함하여 블루어에서 프론트까지 이어졌다. 셔본은 로즈데일 계곡 하천이 가로막고 있는 관계로 블루어에서 북쪽으로 더 뻗어나갈 수 없었다. 셔본과 블루어 스트리트는 각각 그 근처에서 도로가 끊기는데 로즈데일까지 남북으로 이어지는 다리만 존재했다. 이에 따라 셔본은 여전히 구도심의 주요 도로이긴 했지만 영 스트리트는 셔본 대신에 토론토에서 가장 중요한 중심가가 되었다.

### 노면전차 운행
토론토의 노면전차는 1861년에 토론토 노면 철도 (Toronto Street Railway, TSR) 회사가 설립되면서 운행을 시작하였다. 1860년대에는 두 노선이 세인트로렌스 시장에서 시종착하였다. 하나는 영 노면전차로 시장에서 킹과 영 스트리트를 따라 요크빌까지, 다른 하나는 퀸 노면전차로 시장에서 킹, 영, 퀸을 따라 던다스 스트리트 (오늘날의 오싱턴 애비뉴)까지 운행하였다. 1874년에 세 노선이 추가되었는데, 하나는 킹 스트리트를 따라, 다른 두 노선은 셔본을 따라 운행하였다. 첫 번째로 킹 노면전차는 이름 그대로 킹을 따라 돈강 (Don River)에서 배서스트까지 운행하였다. 두 번째로 윈체스터 노면전차는 프론트와 요크 스트리트를 따라 프론트, 처치, 킹, 셔본, 칼턴, 팔러먼트를 따라 윈체스터까지 운행하였다. 마지막으로 셔본 노면전차는 윈체스터와 거의 같은 노선이지만 프론트와 프레데릭에서 출발해서 프론트, 처치, 킹, 셔본, 칼턴을 따라 팔러먼트까지 운행하였다. 이후 1881년부터 1893년까지 팔러먼트 노면전차는 셔본을 따라 킹에서 퀸까지 운행하였다.
이 노선은 1891년까지만 해도 별다른 변동이 없었는데, 1891년 11월 16일, TRC가 셔본 노면전차를 순환선인 벨트 라인으로 교체하여 블루어, 셔본, 킹, 스파다이나를 시계와 반시계방향으로 운행하였다. 토론토시가 점점 확장되면서 블루어에 노면전차 수요가 생겼지만 로즈데일 계곡 때문에 블루어 스트리트를 셔본 동쪽으로, 셔본 스트리트를 블루어 북쪽으로 연장하기는 힘들기 때문에 셔본 노면전차를 블루어에서 서쪽으로 계속 운행하였다. 벨트 라인은 시내 주요 도로를 따라 순환선으로 운행하여 승객들을 도시 북쪽의 교외 지역으로 수송하였고 이 노선 배치는 30년 넘게 지속되었다. 1898년 지도에 따르면 선로가 블루어/셔본에서 북쪽으로 이어져 로즈데일에서 엠 애비뉴, 글렌 로드, 사우스 드라이브를 따라 회차하였다. 여기에는 처치 노면전차가 이름과는 다르게 블루어와 셔본을 경유하여 운행하였다.
토론토 교통국이 1921년 9월 1일에 TRC로부터 노면전차 운영권을 인수받을 때, 셔본 스트리트의 기존 노선을 2년 동안 유지하였다. 1923년 7월 1일, 교통국은 시 전체에 걸쳐 노선 개편에 들어갔고 토론토는 벨트 라인의 운행을 중단하고 셔본 노면전차를 로즈데일 루프에서 프론트까지 운행하였다.
하지만 TTC는 전차 선로를 재건축하는 데 별다른 노력을 기울이지 않았다. 이에 따라 노면전차의 두 선로 간격은 좁기만 하였고 이에 따라 TTC는 이 선로에 신형 전차를 도입할 수 없었다. 하지만 1940년대에 들어서서 셔본의 전차 선로는 노후하였고 교통국에서는 제2차 세계 대전 이후 정비 문제가 산적했기 때문에 운영비 절감 목적으로 TTC는 1947년 1월 5일에 셔본 노면전차를 운행 중단하고 버스로 대체하였다.

### 로즈데일 요새
셔본 스트리트는 나무가 우거지고 빅토리아 양식의 저택이 줄줄이 있는 교외의 고즈넉한 도로였지만 1950년대에 들어서서 상황이 달라졌다. 토론토 시의회는 세인트제임스타운의 건축 규제를 완화하였고 50년대 말에 들어서서 기존의 주택은 르 코르뷔지에에서 영감을 받은 고층 아파트로 대체되었다. 이와 동시에 셔본은 크레센트 로드와 더불어 고소득층 동네인 로즈데일로 이어지는 두 도로중 하나였다. 로즈데일 계곡 때문에 토론토의 바둑판 배열 도로를 로즈데일까지 잇기엔 곤란하였고 한적함을 바라던 지역 주민들 또한 자신들의 동네에 간선 도로가 놓이는 것을 꺼려하였다. 그럼에도 불구하고 로즈데일의 몇몇 주민들은 지하철 건설과 같이 로즈데일 앞마당에 지하철이 들어서는 것을 지지하였다.
셔본은 토론토의 빈부격차를 드러내는 독특한 도로로, 1980년대에 토론토 스타는 TTC의 특징에 대한 기사에서 75번 셔본 버스를 도시의 축소판으로 지적하였다. 퀸 지하철이 1940년대에 계획되었을 때, 셔본은 영 다음 정차역이였다. TTC가 블루어 지하철로 계획을 선회할 때에도 셔본은 여전히 정차역으로 계획하였다.

### 지하철 건설
지하철 건설 당시 블루어/셔본 지역의 지형과 역 위치를 두고 공사에 또다시 난항을 빚었다. 영 스트리트 서쪽으로는 선로를 도로 바로 밑과 북쪽을 따라 놓았지만 로즈데일 계곡 때문에 TTC는 영 지하철역을 블루어 남쪽에 지어야 했다.
1913년에 토론토시는 블루어 스트리트를 로즈데일 계곡과 돈강 동쪽으로 연장하고자 하였고 유권자들은 프린스에드워드 고가교를 짓는 데 찬성하였다. 건축가 에드워드 버크는 고가교 갑판 밑에 도시철도 건설을 대비하여 공간을 남겨두었다. 그는 도시철도가 노면전차일거라 예상하였지만 TTC는 중전철 선로를 갑판 아랫쪽에 놓을 수 있었다.
프린스에드워드 다리는 세 부분으로 지어졌다. 로즈데일 계곡을 넘는 다리는 팔러먼트로 남서쪽으로 향한 반면, 팔러먼트와 셔본 사이 구간은 북서쪽으로 향하여 로즈데일 계곡 구간을 일부는 다리, 일부는 메워져서 지어졌다. 교통국은 이 구간에 지하철 전동차가 들어서기엔 회전 반경이 너무 좁아 활용할 수가 없었고 블루어 밑을 따라 셔본에 다다르기 전에 로즈데일 계곡에 기존 다리 북쪽으로 다리를 새로 짓기로 하였다.
셔본역은 TTC의 건축 설계사인 시그먼드 세라핀의 계획에 따르면 이 근처를 터널로 굴착한 다음 블루어 바로 밑에 튜브 모양의 섬식 승강장을 세인트패트릭이나 퀸스파크역처럼 지을 계획이였다. 설계안이 승인된 이후, TTC는 선형을 바꾸어 로즈데일 계곡 다리로 쉽게 이어질 수 있도록 역을 남쪽에 두었다. TTC는 블루어-영역에서 동쪽으로 690미터의 터널을 굴착하였고 셔본역 건물은 개착 공법으로 지었다. 셔본역의 두 선로 간 간격은 다른 상대식 승강장보다 더 넓으며 하나가 아니라 두 개의 철제 기둥이 천장을 떠받치고 있는데, 이는 터널이나 지반 문제로 역 구조가 바뀌었을 것으로 추정된다.

### 지하철 개통
셔본역은 블루어-댄포스선이 킬에서 우드바인까지 1966년 2월 26일에 개통하면서 같이 개장하였다. 이 역은 개통 당시 셔본 동쪽에 있는 자그마한 벽돌 건물로 벽과 창문은 철과 유리로 이루어졌다. 블루어 지하철의 다른 역과 같이 깔끔한 모더니즘 건축 양식을 따른 이 역은 회색 바탕과 녹색 테두리색으로 이루어져있다. 정문은 개찰구와 매표 창구가 있는 대합실 층으로 이어지고 승강장 층까지 계단으로 이어진다. 버스로 갈아타려면 환승 표를 들고 역 바깥에서 갈아타야 했다.
이 역에는 글렌 로드로 이어지는 두 번째 출입구가 있는데, 여기에는 무인 자동 개찰구가 있으며 필요에 따라 직원이 상주하여 현금이나 티켓 등의 요금을 받아갈 수 있었다. 역 위치상 글렌 로드 출입구에서 셔본 버스로 갈아타기엔 불편했기 때문에 1990년대까지만 해도 환승 표 기계에는 역명이 셔본-글렌 로드 (SHERBOURNE-GLEN ROAD)라고 표시되어 글렌 로드 출입구에서 환승 표를 받아간 사람이 셔본 출구로 다시 빠져나와 셔본 버스로 갈아탈 수 있도록 하였다. 정문에서 발행된 환승 표를 가지고 다시 개찰구를 빠져나와 버스를 타는 것은 불가능했다.
대합실 층에는 또한 TTC의 신분증 센터가 있었다. TTC 신분증이 필요했던 학생이나 메트로패스 승객 또는 학교에서 사진을 찍지 못했던 학생들이 셔본역에서 증명사진을 찍을 수 있었다. 이제는 프레스토 카드가 보편화되고 대학생 정기권을 제외하고는 TTC에서 발행하는 신분증이 더 이상 필요해지지 않으면서 이 시설의 필요성 또한 줄어들었다.

### 급행 버스
1980년대 초반에 토론토 지하철 승객 수가 급속히 늘어나 블루어-영역이 승객 정원 초과에 이를 정도였다. 토론토 교통국과 시 당국은 영 지하철을 우회하는 다운타운 릴리프 선 (Downtown Relief Line)을 심각하게 고려하였다. 하지만 이는 개통하려면 적어도 10년은 더 기다려야 했고 TTC는 블루어-영역의 혼잡을 완화할 수 있는 방안을 검토하였다.
그 방안 중 하나는 블루어-댄포스선 승객들이 영 지하철을 대체할 수 있는 교통 수단으로 갈아타는 것이였다. 1988년 9월 6일, TTC는 137번 서머힐 경유 프리미엄 급행 버스를 운행하였다. 러시 아워에 버스는 로즈데일에서 셔본을 따라 시내로 내려가고 리치먼드, 심코, 애들레이드를 따라 회차하였다. 또한 일부 버스는 헌틀리와 블루어에서 출발하여 블루어를 따라 셔본까지 운행하여 셔본역에서 급행 버스가 10분 간격으로 정차하도록 하였다.
이 급행 버스는 성공을 거두어 시내 급행 버스 노선이 생겨났지만 서머힐 버스는 승객 수가 충분치 않아 1989년 9월 1일에 운행이 중단되었고 1990년 2월 19일에 140번 셔본 경유 시내 급행 버스로 다시 운행했지만 1992년 2월 14일에 운행이 중단되었다.

### 재개발
이 지역의 지형과 블루어 남쪽의 침체된 모습으로 개통 후 20년 동안 별다른 발전의 기미를 보이지 않았다. 블루어는 고층 오피스 건물이 하나둘씩 올라갔지만 주로 영 스트리트를 위주로 개발이 이루어졌다. 역 정문은 1980년대 중반까지만 해도 별다른 개발이 없었던 건물이였으나 TTC가 건물 상권을 매각하면서 블루어 스트리트 웨스트 425번지에 6층 규모의 유리 건물이 지어졌다. 이 건물은 역 정문 위에 세워졌고 외벽은 교체되었고 1,579 제곱미터 규모의 사무실 공간이 지어졌고 여전히 존재한다.
토론토의 부동산 시장이 가열되면서 세인트제임스타운 지역도 재개발 움직임을 보이기 시작하였다. 19세기에 지어졌던 건물들은 재개발에 철거 위협에 놓였고 일부는 기존 건물을 보존하고 그 위에 고층 건물을 짓는 방안도 검토해볼 것을 주장하였다. 이 지역에 새로 지어질 몇몇 건물은 50층 이상의 고층 건물이다. 글렌 로드 출구는 수 년 동안 위험한 곳으로 간주되었지만 재개발의 흐름으로 상황이 바뀔 수도 있다. 출입구는 새로 재단장을 마쳤고 벽화도 새로 칠했다.

### 미래
이 역은 개통 이후 기존 모습을 그대로 간직한 편이다. 2016년 5월 31일에 프레스토 단말기가 설치되었고 2019년 초부터 2021년 12월까지 엘리베이터를 설치하는 공사가 이루어졌다. 2008년부터 2016년까지 평일 기준 하루 평균 2만 6천여 명이 꾸준히 이용했던 이 역은 2018년에 들어서서 3만 1030명으로 늘었다. 이 역은 인근 지역의 재개발로 이용객 수가 늘어날 것으로 예상된다.

## 역 구조
셔본역은 두 개의 출입구가 있는데, 정문은 셔본과 블루어 스트리트에 있으며, 대합실 층으로 계단이 이어진다. 다른 하나는 글렌 로드 출입구로 무인 자동 출입구이다. 글렌 로드 출입구는 하워드 스트리트와 로즈데일, 블루어 스트리트 등 세 곳에서 진입이 가능하다. 글렌 로드 출입구에서는 계단을 통해 승강장 층으로 바로 이어진다. 대합실 층에는 개찰구가 있으며 신분증 센터도 이곳에 위치해있다. 대합실에서 승강장까지는 에스컬레이터와 계단으로 이어져있다.
셔본역에서 갈아탈 수 있는 75번 버스는 정문 앞에 북쪽 로즈데일 방면 버스가 정차하고 남쪽 퀸스키 방면 버스는 셔본에서 길 건너편에 정차한다.

### 신분증 센터
셔본역은 토론토 교통국의 신분증 센터가 있었던 곳으로, 대학생들이 프레스토 카드를 통해 할인된 요금으로 1개월권을 충전하거나 장애인 보호자가 장애인 승객을 무료로 동반할 때 TTC에서 발생하는 신분증이 필요하다. 셔본역 신분증 센터는 2020년 8월에 문을 닫았으며 8월 4일부터 배서스트역에 개장한 신분증 센터에서 신분증을 만들 수 있다.

## 미술 작품

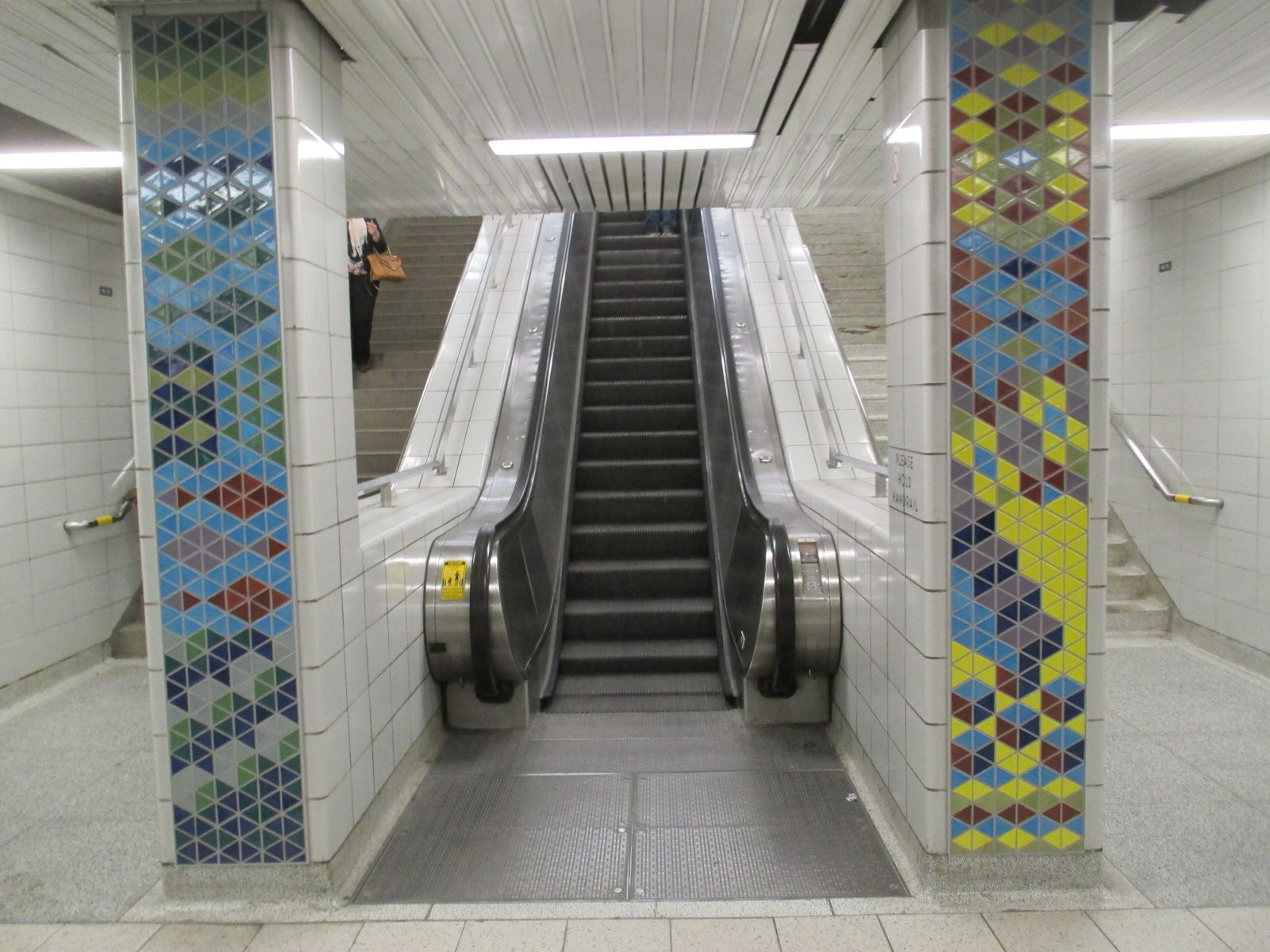
레베카 베이어의 《전체가 개개인의 합보다 더 큰 능력을 발휘한다》

2019년에 레베카 베이어의 《전체가 개개인의 합보다 더 큰 능력을 발휘한다》 (The Whole is Greater than the Sum of its Parts)가 역의 승강장과 대합실 층 곳곳에 설치되었다. 맞춤 제작한 세라믹 타일로 다채로운 모자이크를 삼각형 및 기하 무늬로 표현하였다. TTC의 공공 미술 페이지에 따르면 "셔본역은 근처에 있는 다문화 동네에 중요한 역할을 하는 지하철역으로 이 미술 작품으로 이 역이 커다란 공동체가 매일 같은 공간을 이용하는 공공 장소임을 강조한다"고 밝혔다.

## 버스 연결편
셔본역에서 갈아탈 수 있는 버스는 아래와 같다. 이 역은 버스로 갈아탈 때 역 밖에 있는 버스 정류장에서 갈아타야 하며 요금을 냈다는 증명이 필요하다.
|  |  |  |

|  |  |  |

|  |  |  |

|  |

|  |  |  |

|  |

|  |  |  |

|  |  |  |

|  |  |  |

|  |  |  |

|  |

|  |  |  |

|  |  |  |

|  |  |  |  |  |

|  |  |  |

|  |  |  |

|  |  |  |

|  |  |  |

|  |  |  |

|  |

|  |  |  |

|  |

|  |  |  |

|  |  |  |

|  |  |  |

|  |  |  |

|  |

|  |  |  |

|  |  |  |

|  |  |  |  |  |

|  |  |  |

|  |  |  |

|  |  |  |

|  |  |  |

|  |  |  |

|  |

|  |  |  |

|  |

|  |  |  |

|  |  |  |

|  |  |  |

|  |  |  |

|  |

|  |  |  |

|  |  |  |

|  |  |  |  |  |

|  |  |  |

|  |  |  |

|  |  |  |

|  |  |  |

|  |  |  |

|  |

|  |  |  |

|  |

|  |  |  |

|  |  |  |

|  |  |  |

|  |  |  |

|  |

|  |  |  |

|  |  |  |

|  |  |  |  |  |

|  |  |  |

|  |  |  |

|  |  |  |

|  |  |  |  |  |  |  |

|  |  |  |  |  |  |  |

|  |  |  |  |  |  |  |

|  |  |  |  |  |  |  |

|  |  |  |  |  |  |  |

|  |  |  |  |  |  |  |

|  |  |  |

| 미시소가 |
| 토론토   |

|  |  |  |

|  |  |  |

|  |  |  |

|  |  |  |

|  |  |  |

|  |  |  |  |  |

|  |  |  |  |  |  |  |

|  |  |  |  |  |  |  |

|  |  |  |  |  |  |  |

|  |  |  |  |  |  |  |

|  |  |  |  |  |  |  |

|  |  |  |  |  |  |  |

|  |  |  |  |  |  |  |

|  |  |  |  |  |  |  |

|  |  |  |  |  |  |  |

|  |  |  |  |  |  |  |

|  |  |  |  |  |  |  |

|  |  |  |  |  |  |  |

|  |  |  |  |  |  |  |

|  |  |  |  |  |  |  |

|  |  |  |  |  |  |  |

|  |  |  |  |  |  |  |

|  |  |  |  |  |  |  |

|  |  |  |  |  |  |  |

|  |  |  |  |  |  |  |

|  |  |  |  |  |  |  |

|  |  |  |  |  |  |  |

|  |  |  |

|  |  |  |  |  |

|  |  |  |

|  |  |  |

|  |  |  |

|  |  |  |

|  |  |  |  |  |

|  |  |  |  |  |

|  |  |  |  |  |  |  |  |  |

|  |  |  |  |  |  |  |

|  |  |  |  |  |  |  |

|  |  |  |  |  |  |  |

|  |  |  |  |  |

|  |  |  |  |  |

|  |  |  |  |  |

|  |  |  |  |  |

|  |  |  |  |  |

|  |  |  |  |  |

|  |  |  |

|  |  |  |

|  |  |  |

|  |  |  |

|  |  |  |

|  |  |  |

|  |  |  |  |  |

|  |  |  |

|  |  |  |

|  |  |  |

|  |  |  |  |  |

|  |  |  |  |  |

|  |  |  |

|  |  |  |

|  |  |  |

|  |  |  |

|  |  |  |

|  |  |  |

|  |  |  |

|  |  |  |

|  |  |  |  |  |

|  |  |  |  |  |

|  |  |  |

|  |  |  |

|  |  |  |  |  |

|  |  |  |  |  |

|  |  |  |  |  |

|  |  |  |  |  |

|  |  |  |  |  |

|  |  |  |

|  |  |  |  |  |  |  |

|  |  |  |  |  |  |  |

|  |  |  |  |  |  |  |

|  |  |  |  |  |  |  |  |  |

|  |  |  |  |  |  |  |  |  |

|  |  |  |  |  |  |  |  |  |

|  |  |  |  |  |  |  |

|  |  |  |  |  |  |  |

|  |  |  |  |  |  |  |

|  |  |  |  |  |

|  |  |  |  |  |

|  |  |  |

|  |  |  |  |  |  |  |

|  |  |  |  |  |  |  |

|  |  |  |  |  |  |  |

|  |  |  |  |  |  |  |

|  |  |  |  |  |  |  |

|  |  |  |  |  |  |  |

|  |  |  |

| 미시소가 |
| 토론토   |

|  |  |  |

|  |  |  |

|  |  |  |

|  |  |  |

|  |  |  |

|  |  |  |  |  |

|  |  |  |  |  |  |  |

|  |  |  |  |  |  |  |

|  |  |  |  |  |  |  |

|  |  |  |  |  |  |  |

|  |  |  |  |  |  |  |

|  |  |  |  |  |  |  |

|  |  |  |  |  |  |  |

|  |  |  |  |  |  |  |

|  |  |  |  |  |  |  |

|  |  |  |  |  |  |  |

|  |  |  |  |  |  |  |

|  |  |  |  |  |  |  |

|  |  |  |  |  |  |  |

|  |  |  |  |  |  |  |

|  |  |  |  |  |  |  |

|  |  |  |  |  |  |  |

|  |  |  |  |  |  |  |

|  |  |  |  |  |  |  |

|  |  |  |  |  |  |  |

|  |  |  |  |  |  |  |

|  |  |  |  |  |  |  |

|  |  |  |

|  |  |  |  |  |

|  |  |  |

|  |  |  |

|  |  |  |

|  |  |  |

|  |  |  |  |  |

|  |  |  |  |  |

|  |  |  |  |  |  |  |  |  |

|  |  |  |  |  |  |  |

|  |  |  |  |  |  |  |

|  |  |  |  |  |  |  |

|  |  |  |  |  |

|  |  |  |  |  |

|  |  |  |  |  |

|  |  |  |  |  |

|  |  |  |  |  |

|  |  |  |  |  |

|  |  |  |

|  |  |  |

|  |  |  |

|  |  |  |

|  |  |  |

|  |  |  |

|  |  |  |  |  |

|  |  |  |

|  |  |  |

|  |  |  |

|  |  |  |  |  |

|  |  |  |  |  |

|  |  |  |

|  |  |  |

|  |  |  |

|  |  |  |

|  |  |  |

|  |  |  |

|  |  |  |

|  |  |  |

|  |  |  |  |  |

|  |  |  |  |  |

|  |  |  |

|  |  |  |

|  |  |  |  |  |

|  |  |  |  |  |

|  |  |  |  |  |

|  |  |  |  |  |

|  |  |  |  |  |

|  |  |  |

|  |  |  |  |  |  |  |

|  |  |  |  |  |  |  |

|  |  |  |  |  |  |  |

|  |  |  |  |  |  |  |  |  |

|  |  |  |  |  |  |  |  |  |

|  |  |  |  |  |  |  |  |  |

|  |  |  |  |  |  |  |

|  |  |  |  |  |  |  |

|  |  |  |  |  |  |  |

|  |  |  |  |  |

|  |  |  |  |  |

|  |  |  |

|  |  |  |  |  |  |  |

|  |  |  |  |  |  |  |

|  |  |  |  |  |  |  |

|  |  |  |  |  |  |  |

|  |  |  |  |  |  |  |

|  |  |  |  |  |  |  |

|  |  |  |

| 미시소가 |
| 토론토   |

|  |  |  |

|  |  |  |

|  |  |  |

|  |  |  |

|  |  |  |

|  |  |  |  |  |

|  |  |  |  |  |  |  |

|  |  |  |  |  |  |  |

|  |  |  |  |  |  |  |

|  |  |  |  |  |  |  |

|  |  |  |  |  |  |  |

|  |  |  |  |  |  |  |

|  |  |  |  |  |  |  |

|  |  |  |  |  |  |  |

|  |  |  |  |  |  |  |

|  |  |  |  |  |  |  |

|  |  |  |  |  |  |  |

|  |  |  |  |  |  |  |

|  |  |  |  |  |  |  |

|  |  |  |  |  |  |  |

|  |  |  |  |  |  |  |

|  |  |  |  |  |  |  |

|  |  |  |  |  |  |  |

|  |  |  |  |  |  |  |

|  |  |  |  |  |  |  |

|  |  |  |  |  |  |  |

|  |  |  |  |  |  |  |

|  |  |  |

|  |  |  |  |  |

|  |  |  |

|  |  |  |

|  |  |  |

|  |  |  |

|  |  |  |  |  |

|  |  |  |  |  |

|  |  |  |  |  |  |  |  |  |

|  |  |  |  |  |  |  |

|  |  |  |  |  |  |  |

|  |  |  |  |  |  |  |

|  |  |  |  |  |

|  |  |  |  |  |

|  |  |  |  |  |

|  |  |  |  |  |

|  |  |  |  |  |

|  |  |  |  |  |

|  |  |  |

|  |  |  |

|  |  |  |

|  |  |  |

|  |  |  |

|  |  |  |

|  |  |  |  |  |

|  |  |  |

|  |  |  |

|  |  |  |

|  |  |  |  |  |

|  |  |  |  |  |

|  |  |  |

|  |  |  |

|  |  |  |

|  |  |  |

|  |  |  |

|  |  |  |

|  |  |  |

|  |  |  |

|  |  |  |  |  |

|  |  |  |  |  |

|  |  |  |

|  |  |  |

|  |  |  |  |  |

|  |  |  |  |  |

|  |  |  |  |  |

|  |  |  |  |  |

|  |  |  |  |  |

|  |  |  |

|  |  |  |  |  |  |  |

|  |  |  |  |  |  |  |

|  |  |  |  |  |  |  |

|  |  |  |  |  |  |  |  |  |

|  |  |  |  |  |  |  |  |  |

|  |  |  |  |  |  |  |  |  |

|  |  |  |  |  |  |  |

|  |  |  |  |  |  |  |

|  |  |  |  |  |  |  |

|  |  |  |  |  |

|  |  |  |  |  |

|  |  |  |

|  |  |  |  |  |  |  |

|  |  |  |  |  |  |  |

|  |  |  |  |  |  |  |

|  |  |  |  |  |  |  |

|  |  |  |  |  |  |  |

|  |  |  |  |  |  |  |

|  |  |  |

| 미시소가 |
| 토론토   |

|  |  |  |

|  |  |  |

|  |  |  |

|  |  |  |

|  |  |  |

|  |  |  |  |  |

|  |  |  |  |  |  |  |

|  |  |  |  |  |  |  |

|  |  |  |  |  |  |  |

|  |  |  |  |  |  |  |

|  |  |  |  |  |  |  |

|  |  |  |  |  |  |  |

|  |  |  |  |  |  |  |

|  |  |  |  |  |  |  |

|  |  |  |  |  |  |  |

|  |  |  |  |  |  |  |

|  |  |  |  |  |  |  |

|  |  |  |  |  |  |  |

|  |  |  |  |  |  |  |

|  |  |  |  |  |  |  |

|  |  |  |  |  |  |  |

|  |  |  |  |  |  |  |

|  |  |  |  |  |  |  |

|  |  |  |  |  |  |  |

|  |  |  |  |  |  |  |

|  |  |  |  |  |  |  |

|  |  |  |  |  |  |  |

|  |  |  |

|  |  |  |  |  |

|  |  |  |

|  |  |  |

|  |  |  |

|  |  |  |

|  |  |  |  |  |

|  |  |  |  |  |

|  |  |  |  |  |  |  |  |  |

|  |  |  |  |  |  |  |

|  |  |  |  |  |  |  |

|  |  |  |  |  |  |  |

|  |  |  |  |  |

|  |  |  |  |  |

|  |  |  |  |  |

|  |  |  |  |  |

|  |  |  |  |  |

|  |  |  |  |  |

|  |  |  |

|  |  |  |

|  |  |  |

|  |  |  |

|  |  |  |

|  |  |  |

|  |  |  |  |  |

|  |  |  |

|  |  |  |

|  |  |  |

|  |  |  |  |  |

|  |  |  |  |  |

|  |  |  |

|  |  |  |

|  |  |  |

|  |  |  |

|  |  |  |

|  |  |  |

|  |  |  |

|  |  |  |

|  |  |  |  |  |

|  |  |  |  |  |

|  |  |  |

|  |  |  |

|  |  |  |  |  |

|  |  |  |  |  |

|  |  |  |  |  |

|  |  |  |  |  |

|  |  |  |  |  |

|  |  |  |

|  |  |  |  |  |  |  |

|  |  |  |  |  |  |  |

|  |  |  |  |  |  |  |

|  |  |  |  |  |  |  |  |  |

|  |  |  |  |  |  |  |  |  |

|  |  |  |  |  |  |  |  |  |

|  |  |  |  |  |  |  |

|  |  |  |  |  |  |  |

|  |  |  |  |  |  |  |

|  |  |  |  |  |

|  |  |  |  |  |

## 인접한 역
| 2호선 블루어-댄포스   | 2호선 블루어-댄포스 | 2호선 블루어-댄포스    |
| --------------------- | ------------------- | ---------------------- |
| 블루어-영 키플링 방면 | 2호선 블루어-댄포스 | 캐슬프랭크 케네디 방면 |